# Tempotabelle

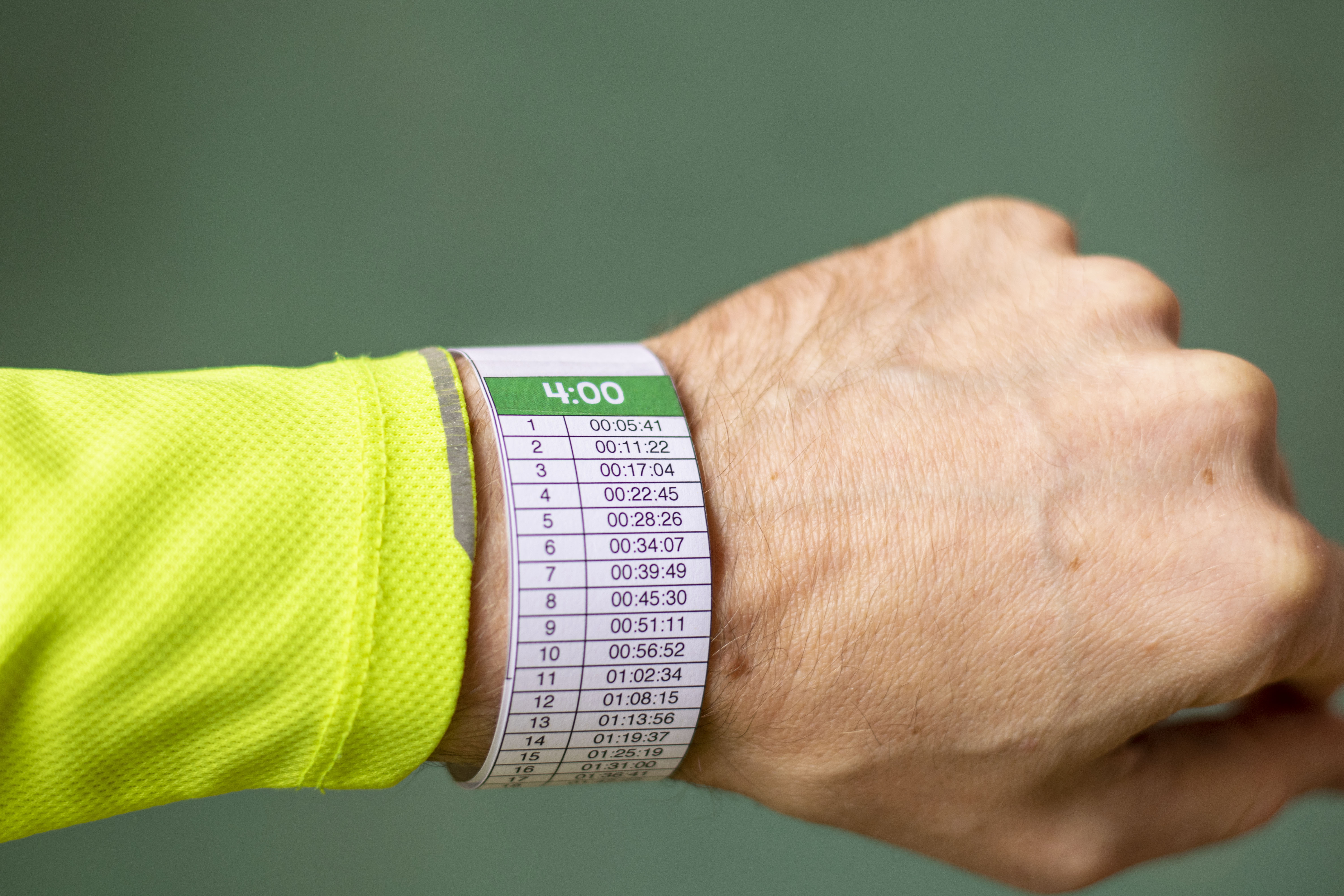
Tempotabelle

Tempotabellen dienen im Laufsport der richtigen Renneinteilung und kommen besonders bei Halbmarathon- und Marathonwettkämpfen zum Einsatz. Sie enthalten Zwischenzeiten für bestimmte Entfernungsabstände (meist Kilometer oder Meilen), sogenannte Split-Zeiten, mit denen der Läufer seine Geschwindigkeit kontrolliert.
Tempotabellen werden vorwiegend direkt auf der Haut, der Startnummer oder einem beschriftbaren Armband notiert, sind aber auch als Selbstklebetattoos erhältlich. Diese werden in der Regel auf den Handrücken oder den Unterarm aufgetragen.